# Malinois

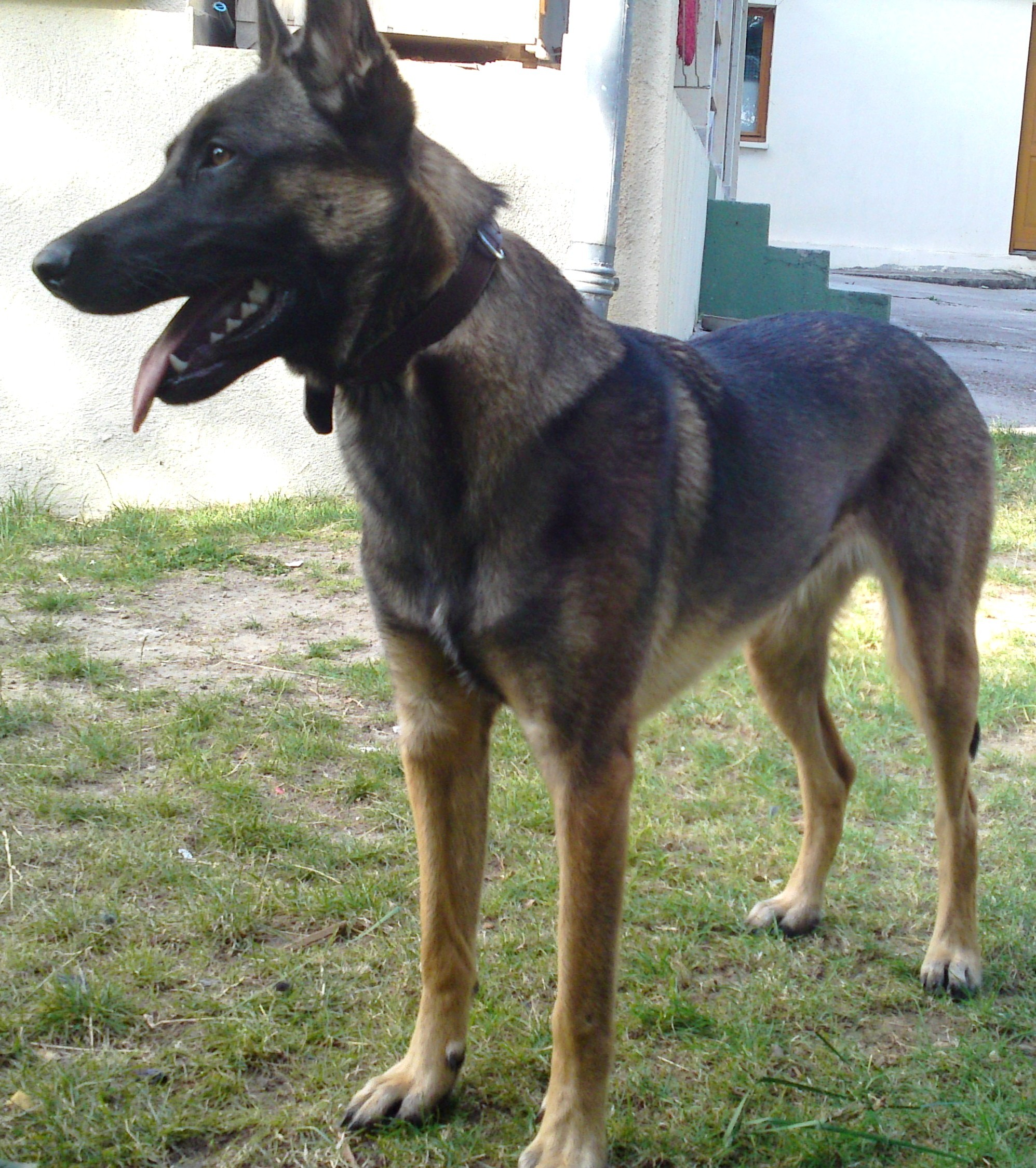
Malinois

Este una din cele patru rase canine dezvoltate în Belgia și cunoscute sub numele generic de Ciobănești Belgieni. Celelalte rase (considerate de unele asociații chinologice doar varietăți ale aceleiași rase) sunt: Tervuren, Groenendael și Laekenois. Între rasele Malinois și Tervuren există multe similarități, Tervuren având o blană mai voluminoasă, cu firul lung. American Kennel Club nu a recunoscut până în prezent rasa Laekenois. Sunt câini de lucru, folosiți intens în trecut la paza, supravegherea și conducerea turmelor de animale domestice în Benelux (Belgia, Țările de Jos, Luxemburg).

### Origine
Belgia, împrejurimile orașului Malines (Mechelen)

### Înălțime
55-66cm

### Greutate
25-40kg
=== Speranța de viață 7-10 ani

### Grupa
Herding

### Istoric rasă
Fermierii flamanzi și cei valoni (populațiile majoritare din Belgia) au folosit din vremuri străvechi un grup de câini puternici, agili și inteligenți care prefigurau rasele actuale de Ciobănești Belgieni. Pe fondul preocupărilor notabile existente în Europa la jumătatea secolului al XIX-lea pentru selecționarea și promovarea pe baze naționale a unor rase de câini, profesorul belgian Adolphe Reul a definitivat un studiu dedicat identificării cel puțin a unei rase de câini cu origini belgiene, care să devină reprezentativă și acceptată în concursurile și expozițiile canine internaționale. Focalizându-și atenția pe un grup canin cu trăsături similare, a propus dezvoltarea separată, plecând de la denumirea de Ciobănesc Belgian, cu împărțirea eforturilor de ameliorare și selecție pe câteva orașe. Crescătorii din zona orașului Malines, din zona  flamanda, au dezvoltat rasa care a preluat și numele importantului centru urban. Celelalte denumiri ale raselor (varietăților) de Ciobănesc Belgian se identifică, la rândul lor, după numele orașelor unde au fost dezvoltate. Malinois este un câine foarte inteligent, cu aptitudini de lucru extrem de variate, agil, energic, concentrat pe misiune și dedicat, fiind considerat, per ansamblu, cel mai complet și mai bine dotat dintre Ciobăneștii Belgieni.

### Descriere fizică
Un câine cu talie medie spre mare, etalând un corp suplu, bine îmbrăcat în musculatură, bine proporționat. Capul este plat, fiind paralel cu planul botului. Ochii sunt migdalați, în diferite nuanțe de căprui, cu privirea concentrată. Urechile sunt mari, erecte, de formă triunghiulară. Nasul, buzele și urechile sunt de culoare neagră. Se admite și masca de aceeași culoare. Coada este lungă și stufoasă, purtată de obicei răsucită. Blana are firul scurt, este deasă și cu un strat inferior dens, bun izolator. Părul din jurul gâtului este ceva mai lung, formând un guler. Colorit specific: cafeniu- roșcat/mahon, unele nuanțe mai deschise mergând spre auriu bogat sunt admise, ca și pete mici de culoare albă pe piept și picioare. Botul, urechile sunt de culoare neagră.

### Personalitate
Malinois dă dovadă de inteligență și agerime în tot ceea ce face și demonstrează un caracter protector instinctiv. Un paznic foarte eficient și atent, acest câine poate etala uneori atitudini agresive, mai ales dacă îi este ignorată prezența sau este provocat. Anticipează foarte bine situațiile de risc și sunt protectori înnăscuți. Nu sunt prea toleranți cu alte animale de casă, au nevoie de socializare precoce.

### Îngrijire și sensibilitate boli
Acești câini trebuie periați destul de des, de 2-3 ori pe săptămână, pentru că năpârlesc consistent pe toată durata anului și au o blană densă, cu un strat inferior foarte consistent. Cele mai întâlnite afecțiuni sunt alergiile și infecțiile cutanate, cataracta, epilepsia canină, atrofia retiniană progresivă, displazia de șold și panus-ul.

### Condiții de viață
Sunt animale cu o pregnantă nevoie de mișcare și exercițiu fizic. Structural sunt câini de exterior, foarte bine adaptați pentru a suporta schimbările climatice. Se simt cel mai bine într-o curte largă, unde să poată patrula, dar este nevoie de o împrejmuire solidă și înaltă pentru că sunt deosebit de agili și pot executa salturi foarte înalte, acrobatice.

### Dresaj
Malinois se numără printre cele mai apreciate rase de câini de pază și protecție. Sunt apți pentru dresajul de înaltă performanță, fiind intuitivi, disciplinați, implicați și dedicați. Tendințele agresive trebuie ținute strict sub control, de aceea se recomandă ca dresajul să fie efectuat de profesioniști sau persoane cu experiență. Malinois este o rasă folosită de serviciile speciale de detectare a narcoticelor, armamentului și materialelor explozive în multe state ale lumii. Sunt preferați de Divizia K-9 din cadrul Serviciului Secret al Statelor Unite ale Americii și de experții din Unitatea Specială "Oketz" din cadrul Forțelor Israeliene de Apărare, înlocuind în acest serviciu, începând cu anii '90, câinii din rasa Ciobănesc German.

### Utilitate
Dacă beneficiază de un dresaj elaborat și o educație strictă pot fi excelenți câini de companie. Protectivi cu copiii, ei anticipează prompt situațiile dificile și pot lua decizii independent. Sunt câini de încredere, cu un potențial considerabil ce se cere inteligent utilizat.